# Tom Möller

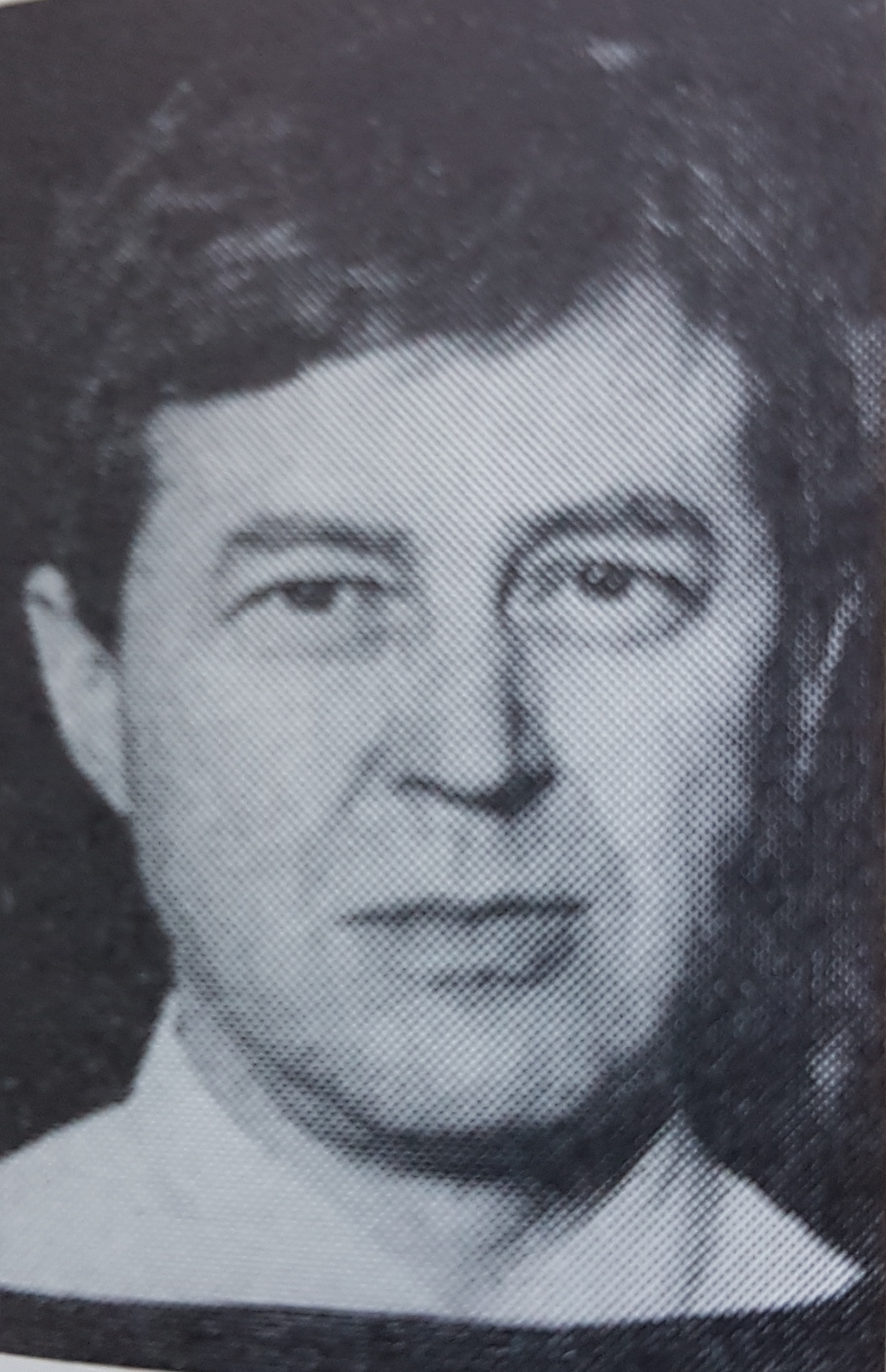
Tom Möller

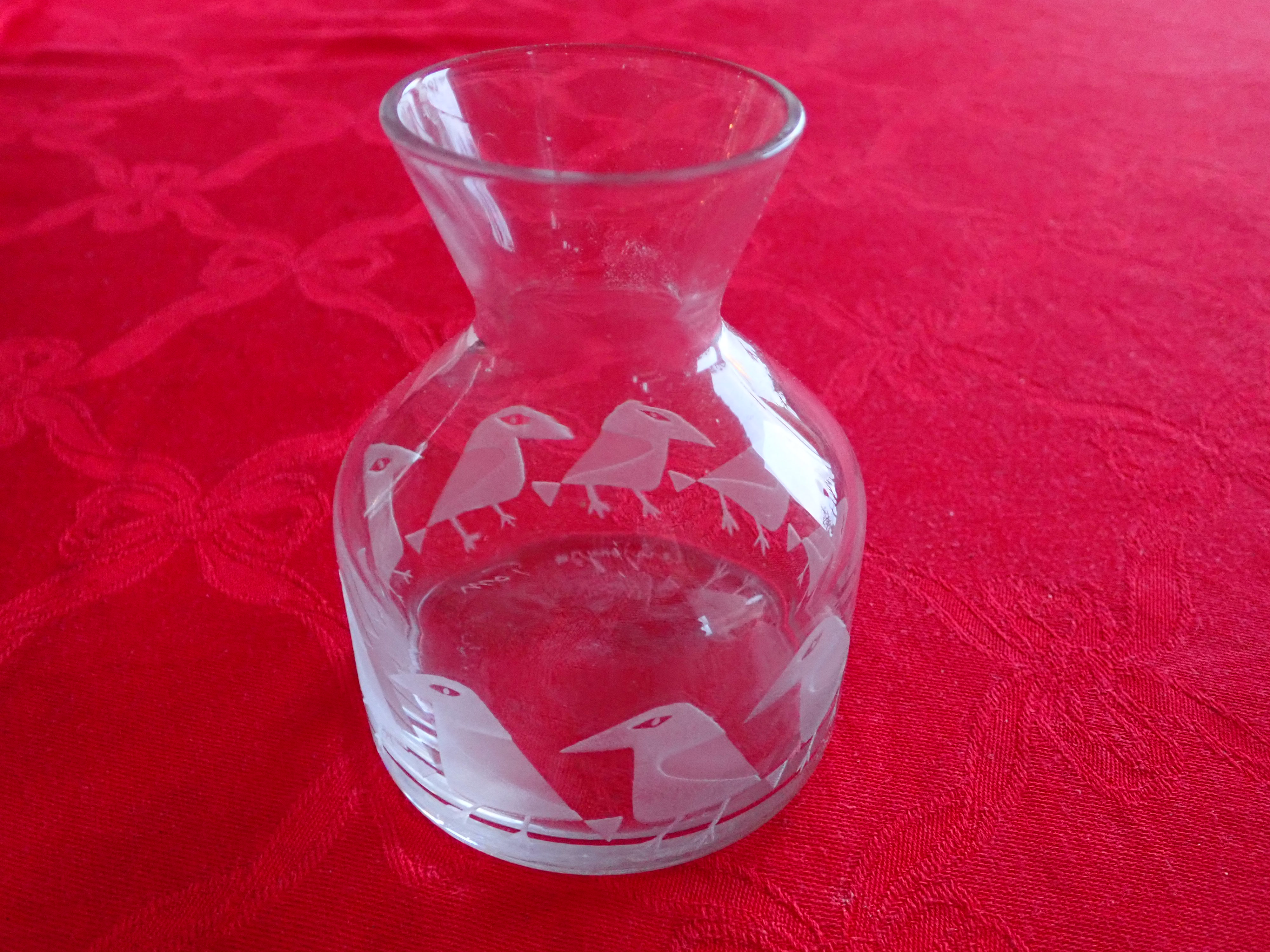
Karaff av Tom Möller från Reijmyre glasbruk, graverad av Ingmar Lindberg

Carl Torsten (Tom) Möller, född 31 maj 1914 i Gävle, död 30 oktober 2009 i Stockholm, var en svensk keramiker, målare och glaskonstnär.

## Biografi
Han var son till konsuln Gustav Herman Brandelius Möller och Märtha Maria Pihl och gift 1943-1977 med Grete Gissemann. Möller var som konstnär autodidakt men fick en viss vägledning av sin fru inom keramikkonsten. Tillsammans med sin fru etablerade man en keramisk verkstad i Stockholm 1943. I den gemensamma verkstadsproduktionen av bruksföremål och dekorativa pjäser svarade Möller för den dekorativa glasyrutsmyckningen. Hans konst består av småskulpturer av djur och figurer i polykromt lergods präglade av stränga former med strängt stiliserad dekor samt tavlor utförda i akvarell eller färgträsnitt. Ett av hans främsta verk är Pavane-serien av nyttoglas från Rejmyre från 1960. Tillsammans med sin fru ställde han ut på NK 1947 och han medverkade i en större konsthantverksutställning på Liljevalchs konsthall samt i en utställning på Nationalmuseum i Stockholm. 
Han var knuten till glasbruken Alsterbro 1959-1960, Reijmyre 1960–1967 och Lindshammar från 1976, Han var 1961–1979 lärare vid Konstfack i Stockholm. 
Möller är representerad vid Victoria and Albert Museum    i London, Nationalmuseum i Stockholm och Röhsska museet i Göteborg